# Oxia Palus (Gradfeld)
Das Oxia-Palus-Gradfeld gehört zu den 30 Gradfeldern des Mars. Sie wurden durch die United States Geological Survey (USGS) festgelegt. Die Nummer ist MC-11, das Gradfeld umfasst das Gebiet von 0° bis 45° westlicher Länge und von 0° bis 30° südlicher Breite.
Der Name kommt von einem Albedo feature auf dem Mars, die Gegend wurde nach dem Fluss Amudarja benannt, der in der Antike „Oxus“ hieß. Der Mars Pathfinder landete hier, am 4. Juli 1997. Die Krater innerhalb des Gradfeldes tragen die Namen des „Who's Who“ der Astronomie, so gibt es Galilei und Leonardo da Vinci, aber auch Curie, Becquerel, und Rutherford.